# 冠鲽
冠鲽（学名：Samaris cristatus），俗名白须公、冠汉鲽、丝翅右鲽，为輻鰭魚綱鰈形目鰈亞目冠鲽科的一種。

## 分布
本魚分布于印度西太平洋區，包括東非、南非、斯里蘭卡、印度、日本、中国大陸沿海和台灣島沿海、柬埔寨、越南、印尼、泰國、馬來西亞、菲律賓、新幾內亞、澳洲、新喀里多尼亞等海域。该物种的模式产地在中国。

## 深度
水深20-114公尺。

## 特徵
本魚體極扁平，略呈卵圓形；兩眼同在右側，口小；鱗片細小不易脫落；特徵是背鰭前方的數條軟條均延長呈絲狀。體褐色，具不規則的黑斑；尾鰭圓形並散布白色斑點，背鰭軟條73-78枚;臀鰭軟條49-60枚，體長可達22公分。

## 生態
本魚仔稚魚期兩眼對稱，成長後逐漸移至右側。平時大多停棲在海底，並將魚體埋藏於沙泥中，能隨環境略為改變體色，很少游動。肉食性，以小型底棲無脊椎動物為食。

## 經濟利用
經濟性魚類，適合油煎食用。